# لوسيل فارير ستيكل
لوسيل فارير ستيكل (بالإنجليزية: Lucille Farrier Stickel) (ولدت في الحادي عشر من شهر كانون الثاني عام 1915 –توفيت في الثاني والعشرين من شهر شباط عام 2007) هي عالمة سموم بيئية، وشغلت منصب رئيسة مركز أبحاث Patuxent للحياة البرية منذ عام 1972 وحتى عام 1982. ركّزت أبحاثها بشكل مُفصّل حول ملوّثات النظام البيئي في الحياة البرية، كما ساهم بحثها عن آثار المبيدات الحشرية DDT (ثنائي كلورو ثنائي فينيل ثلاثي كلور الإيثان) في وضع حجر الأساس لكتاب “الربيع الصامت” لعالمة الأحياء البحرية راشيل كارسون. كما كانت ستيكل أيضاً أول امرأة تصبح عالمة في مجال الخدمات المدنية في الحكومة الأميركية، وأول امرأة تتقلد منصب رئيس المختبر الوطني للأبحاث.

## تعليمها
وُلدت ستيكل في هِلمان في ولاية ميشيغان الأميركية، وحصلت على شهادة بكالوريوس في العلوم من جامعة ميشيغان الشرقية عام 1936، حيث تخرجت من أخوية (فاي بيتا كابا). ثم التحقت بجامعة ميشيغان لتتحصل على شهادة الماجستير والدكتوراه، ونالتهما عام 1938 و1949 على الترتيب.

## مسيرتها المهنية
كان أول ما نشرته ستيكل هو تقرير بيئي عام 1946، وهو أول تقرير ضمن سلسلة من التقارير التي تتحدث فيها عن الأثر البيئي للمبيدات الحشرية من نوع DDT. حيث ساهمت هذه التقارير –إلى جانب أعمالها الأخرى –في إنشاء فرع دراسي جديد عُرف باسم علم السموم البرية، فآثار المبيدات لا تقتصر على الحياة البرية على الأرض فحسب، بل تصل إلى الأنهار والتربة أيضاً.
التحقت ستيكل في البداية بمركز أبحاث Patuxent للحياة البرية عام 1942 بعد حصولها على شهادة البكالوريوس، وبعد عدة أعوام، أخذت إجازةً كي تكمل دراسة الدكتوراه قبل أن تعود للعمل في مركز Patuxent عام 1961. وفي عام 1972، وبسبب خبرتها ودارستها الطويلة، تقلّدت منصب رئاسة المنشأة، واستمرت في منصبها لمدة عقد من الزمن قبل أن تتقاعد عام 1982.

## التقديرات والجوائز
حصلت ستيكل على جائزة المرأة الاتحادية الممنوحة من طرف وزارة الداخلية عام 1968، بالإضافة إلى جائزة الخدمة الاستثنائية عام 1973. كما منحتها جمعية الحياة البرية جائزة نصب ألدو ليوبولد عام 1974 إثر عملها في الحفاظ على الحياة البرية. ومنحتها جمعية الكيمياء وعلوم السموم البيئية جائزة راشيل كارسون عام 1988 [4]. كما أُدخل اسمها في لوحة شرف ميشيغان للنساء عام 2014 جراء عملها في مجال البيئة.
مُنحت ستيكل أيضاً شهادة دكتوراه فخرية من طرف جامعة ميشيغان الشرقية عام 1974، وكذلك أطلق مركز أبحاث Patuxent للحياة البرية اسمها واسم زوجها على مختبر للفسيولوجيا والكيمياء.

## حياتها الشخصية
تزوّجت ستيكل من ويليام هانسون ستيكل، وهو عضوٍ في حماية الحياة البرية والأسماك الأميركية وعالم زواحف وبرمائيات. توفت ستيكل في الثاني والعشرين من شهر شباط عام 2007 في آشفِل ضمن ولاية كارولاينا الشمالية.